# گونار گورانسون
گونار گورانسون (انگلیسی: Gunnar Göransson; ۱۴ ژوئیهٔ ۱۹۳۳ – ۲۲ آوریل ۲۰۱۲) دوچرخه‌سوار اهل سوئد بود.